# SN 2002lt
SN 2002lt – supernowa typu Ic odkryta 11 grudnia 2002 roku w galaktyce A080859+0643. Jej jasność pozostaje nieznana.